# Casa Juana Sofía Raez Patiño
La casa Juana Sofía Raez Patiño es una casa en la ciudad de Huancayo, Perú. Desde 2011 ha sido declarado Monumento Histórico del Perú. El inmueble es una casa de campo, ejemplo de la arquitectura civil doméstica y es una de las pocas construcciones campestres que aún existen en la ciudad de Huancayo. Su valor histórico se deriva de su valor arquitectónico así como haber sido residencia de la familia Raez Patiño.
El inmueble fue construido en 1925 por el albañil Fidel Aquino y por iniciativa de Ernesto Leonidas Raez Gómez quien fuera diputado por la provincia de Huancayo y el departamento de Junín en los inicios del siglo XX además de ministro de Hacienda, alcalde de Huancayo y director del Colegio Santa Isabel. A su fallecimiento, la casa pasó a ser propiedad de su hija Juana Sofía Raez Patiño quien fue la que solicitó la declaración de la casa como monumento histórico y vivió en ella hasta su fallecimiento el año 2007. Debido a su ubicación, en la avenida Ferrocarril, cercana al Mercado Modelo y rodeada de comercio informal y con delincuencia, el entorno urbano del inmueble esta deterioriado. Asimismo, la construcción de grandes edificios vecinos hicieron que,entre los años 2009 y 2017, el inmueble cayera en una situación de deterioro y riesgo de colapso. El inmueble fue adquirido por la Asociación San Pedro II quien la restauró en el año 2018.
El inmueble tiene un estilo neocolonial. Tiene una galería en dos niveles soportada por columnas de madera y remate superior de balaustradas de madera torneada. Tiene las características de la arquitectura civil republicana que se extendió en el interior del país desde 1825. Sin embargo existen algunos elementos renacentistas y barrocos. Arquitectónicamente fue planteado para servir de residencia campestre